# 黑体施氏鳐
黑体施氏鳐（学名：Springeria melanosoma）为无刺鳐科施氏鳐属的鱼类。在中国，分布于南中国海及台湾沿海等。该物种的模式产地在中国海域。